# Пугачёв, Наум Филиппович
Нау́м Фили́ппович Пугачёв (1905—1942) — советский государственный и общественный деятель. Внёс значительный вклад в развитие района Чаун-Чукотки.

## Биография
Наум Филиппович Пугачёв родился 18 декабря 1905 года. Жил во Владивостоке. Рано обзавёлся семьёй и детьми, вступил в ВКП.
В июле 1933 года был направлен в город Певек района Чаун-Чукотки для окончательного установления там советской власти.
10 августа на пароходе «Лейтенант Шмидт» из Владивостока прибыл в Чаунскую бухту. При нём находились: его жена — Екатерина Дмитриевна, трое сыновей и престарелый отец.
Районный центр Певек состоял тогда из одного домика — фактории, землянки и двух яранг".
Прямо на берегу моря было проведено первое партийное собрание на котором объявлено о создании Чаунского района, а также о назначении Наума Пугачёва первым секретарём Чаунского районного комитета КПСС и председателем районного исполнительного комитета. Были определены важнейшие задачи для руководящих работников:
- развитие строительства;
- изучение чукотского языка.

19 ноября 1933 года на первом пленуме райисполкома Пугачёв выступил с докладом в котором подводились итоги работы строителей: «В Певеке построены три домика и одна землянка; на Билингсе один домик из разбитой шхуны; на Рыркарпии два домика, завезена полярная станция, оборудована радиостанция».
Наум Филиппович быстро заслужил популярность среди своих сотрудников и аборигенов. Его уважали и ценили. Часто выезжая в стойбища, он убеждал людей в необходимости посещать школы и пользоваться медицинской помощью.
Начиная с 1934 года в Чаунском районе работали геологи, открывшие крупные месторождения олова. Местная власть во главе с Пугачёвым делала всё возможное, чтобы обеспечивать геологов транспортом, проводниками и тёплой одеждой. Местных жителей также привлекали к сбору геологических образцов. Чукчи старательно собирали «тяжёлые камни» для геологов. Знаменитый геолог Марк Рохлин в своём отчёте писал: «Помощь местного населения оказалась весьма существенной даже при разрешении узкоспециальных задач».
Наум Пугачёв тщательно собирал всю информацию о полезных ископаемых. В 1936 году, используя результаты работы геологов и находки местных жителей, он составил карту природных ресурсов района.
Чаун-Чукотка к 1936—1937 годам начала свою новейшую историю — появилось электричество, заработали радиостанции, открылись больницы и медицинские пункты. В школах обучалось более ста детей и взрослых. Геологи доказали наличие промышленных месторождений полезных ископаемых.
За время работы в Певеке Пугачёву пришлось испытать разное. Из его дневника: «Мне по году не платили зарплату, сам строил себе жильё, собирал на берегу топливо, замерзал в тундре и тонул в море. Но трудности меня не победили, победил я их».
В конце 1937 года Пугачёва перевели на работу в Дальневосточный краевой комитет партии, но его связь с Чаунским районом не прерывалась. Он вёл переписку со своими чукотскими товарищами, причём не только на русском, но и на чукотском языке.

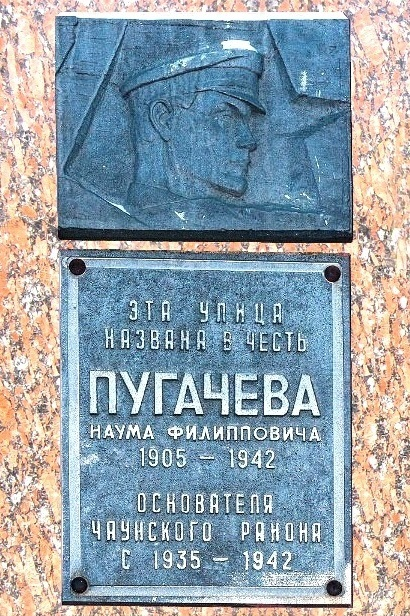
Мемориальная доска на улице Пугачёва в Певеке

В 1940 году Наум Филиппович прибыл в Певек в командировку. Перемены оказались разительными: в бухте швартовались пароходы, на берегу стояли штабеля различных грузов. В городе работало ночное освещение. Там, где раньше Пугачёв охотился, был оборудован аэродром. В стороне, у самого берега бухты стояла еле заметная его первая землянка.
В 1941 году началась Великая Отечественная война. В Чаун-Чукотке, как и во всей стране, были пересмотрены нормы труда. 16 августа, по личной просьбе Наума Пугачёва, он вновь был назначен первым секретарем Чаунского районного комитета партии. На этом посту он ратовал за скорейшее развитие горной промышленности и транспорта.
Работать становилось всё труднее. С 1938 года на Чукотке хозяйничал Дальстрой. В тех непростых условиях Пугачёв проявил гибкость и мужество, критиковал промысловиков, которые, ссылаясь на специфику работы Дальстроя, пытались оградить себя от контроля со стороны советских органов власти. В ноябре 1941 года Пугачёв отметил: «Чукотка в этом году впервые дала металл Родине!».
В дальнейшем, Чаунский район стал крупным поставщиком необходимого для обороны страны олова. Созданная при содействии Пугачёва горнодобывающая промышленность определила основное направление развития экономики Чукотского автономного округа на последующие годы.
В 1941 году, в письме другу он писал: «Нет Чукотки старой, есть новая Чукотка… Конечно, из Певека я никуда больше не поеду — это моя вторая родина».
Однако судьба распорядилась по-иному. Весной 1942 года Наум Филиппович тяжело заболел и был отправлен на лечение в областной центр — Магадан, где 27 июля скоропостижно скончался и там же был похоронен.
Главная улица Певека носит его имя.
Образ Пугачёва под именем Марка Пугина был выведен Олегом Куваевым в романе «Территория» как пионера установления советской власти на Чукотке и освоения края.